# Knoxville Invitational
O Knoxville Invitational foi um torneio masculino de golfe no PGA Tour realizado no Holston Hills Country Club em Knoxville, Tennessee, em 1945 e em 1946.
O campo de golfe de 7 009 jardas foi projetado pelo designer Donald Ross e inaugurado em 1927.
O evento de 1945 foi vencido por Byron Nelson durante seu ano de recorde de dezoito vitórias, incluindo onze consecutivamente. Herman Keiser vence a última edição do torneio, em 1946.

## Campeões
- 1946 Herman Keiser, com 291 tacadas, ou três abaixo do par do campo[4]
- 1945 Byron Nelson, com 276 tacadas, ou doze abaixo do par //